# Observatorul Național Kitt Peak

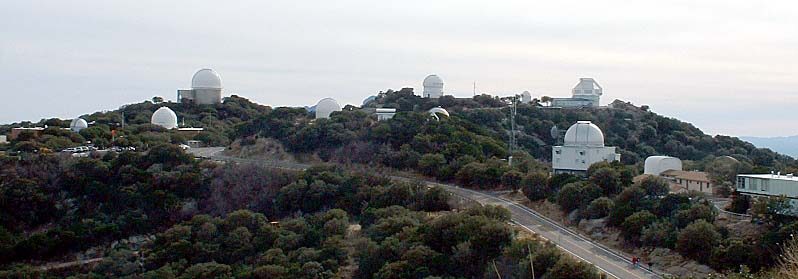
Câteva dintre telescoapele Observatorului Național Kitt Peak

Observatorul Național Kitt Peak (în original, The Kitt Peak National Observatory, cunoscut și prin acronimul KPNO) este un observator astronomic din Statele Unite ale Americii, localizat pe vârful Kitt Peak, situat în comitatul Pima, din statul Arizona, aflat în partea nord-estică a Deșertului Sonora.
Observatorul este situat la circa 2.096 m altitudine (sau 6,880 ft) pe vârful Kitt Peak al munților Quinlan (ce face parte din grupul Madrean Sky Islands) pe teritoriul națiunii (tribului nativ-american) Tohono O'odham Nation, la circa 88 vest-sud-vest de Tucson, al doilea mare oraș și a doua conurbație a statului  Arizona. Cu un total de 24 telescoape optice și două radio telescoape, observatorul Kitt Peak  reprezintă cea mai mare și diversă aglomerare de instrumente astronomice din lume aflate într-un singur observator astronomic.  Actualmente, observatorul este administrat de către National Optical Astronomy Observatory, entitate cunoscută și sub acronimul de NOAO.

## Istoric
Vârful Kitt Peak  a fost selecționat de primul său director, Aden B. Meinel, în anul 1958, ca loc al unui observator astronomic național prin contract cu National Science Foundation (NSF) și fusese administrat de Association of Universities for Research in Astronomy.

## Detalii
Cu cele 22 de telescoape, observatorul Kitt Peak constituie gruparea celor mai diversificate mari instrumente astronomice din lume. Principalele instrumente ale observatorului sunt:
- Una din antenele cu diametrul de 25 m ale rețelei americane de radiotelescoape;
- Radiotelescop ARO 12-m telescope cu diametrul de 12 m;
- Telescop Mayall de tip Ritchey-Chrétien cu diametrul de 4 m;
- Telescop WIYN cu diametrul de 3,5 m;
- Telescopul KPNO cu diametrul de 2,1 m;
- Telescop solar McMath-Pierce cu diametrul de 1,61 m.